# Vincent Boulekone
Vincent Boulekone, né en 1944 dans le village d'Ilamre sur l'île de Pentecôte,, est un homme politique vanuatais. Co-auteur de la Constitution du Vanuatu, président fondateur de l'Union des partis modérés, premier chef de l'opposition parlementaire du Vanuatu, il est brièvement ministre des Finances de 1997 à 1998.

## Biographie

### Période coloniale
Il naît dans un village rattaché à une mission catholique dans ce qui est alors le condominium franco-britannique des Nouvelles-Hébrides. Son père, un chef coutumier de l'île de Pentecôte, est tué lors d'un conflit entre communautés autochtones lorsque Vincent n'a que six ans. Scolarisé dans une école primaire catholique francophone de la colonie à Luganville sur l'île d'Espiritu Santo, il poursuit son enseignement secondaire en Nouvelle-Calédonie. Il étudie ensuite le droit à Nouméa, où il rencontre et épouse une infirmière française, Blandine Marchand. Ayant obtenu son diplôme universitaire en 1972, il retourne avec son épouse aux Nouvelles-Hébrides où il est employé comme assistant judiciaire aux personnes autochtones dans les tribunaux de la colonie à Port-Vila,,.
Lorsque les indépendantistes anglophones créent le Parti national au début des années 1970, les francophones anti-indépendantistes, ou souhaitant une transition plus progressive vers l'indépendance, créent en 1974 l'Union des communautés des Nouvelles-Hébrides (UCNH). Bien que favorable à l'indépendance à terme, Vincent Boulekone est l'un des fondateurs de l'UCNH (avec entre autres Gérard Leymang et Jean-Marie Léyé) car il souhaite « agir au sein de la communauté francophone ». En 1975 se tiennent les premières élections législatives au suffrage universel, et Vincent Boulekone est élu député de Pentecôte à l'Assemblée représentative avec l'étiquette de l'UCNH. 
En août 1976, il est l'un des quatre députés néo-hébridais à s'adresser au Comité spécial de la décolonisation à New York. La délégation vanuataise est composée de deux anglophones indépendantistes (Walter Lini et George Kalkoa) et de deux francophones dit modérés (Jean-Marie Léyé et Vincent Boulekone). Vincent Boulekone s'exprime contre la demande de Walter Lini d'un référendum d'indépendance en 1977 ; il appelle, plutôt, à un dialogue entre les différents partis, et critique le Royaume-Uni et les Églises protestantes anglophones qu'il accuse de pousser la colonie à une indépendance trop rapide. En 1977 il co-fonde l'Union tan, parti francophone qui accepte l'idée d'une indépendance de l'archipel à terme, mais qui argue que les Nouvelle-Hébrides ne devraient obtenir leur pleine indépendance qu'après une période de développement économique et social. L'Union tan fédère l'UCNH, le Tabwemassana, le Parti fren mélanésien, le mouvement John Frum, le Kapiel et le Namangi Aute. Il se distingue ainsi du Mouvement autonomiste des Nouvelles-Hébrides, anti-indépendantiste, et du Nagriamel, qui souhaite la sécession d'Espiritu Santo. 
Réélu député aux élections de 1977, il est nommé ministre de l'Intérieur dans le gouvernement de George Kalsakau, le premier gouvernement responsable de l'histoire du pays,. Il n'exerce cette fonction qu'un an, avant que le gouvernement Kalsakau ne cède la place à un gouvernement d'union nationale en décembre 1978 ; Vincent Boulekone le soutient mais n'y participe pas.
Ayant quitté l'UCNH en 1978,, c'est sans étiquette qu'il est réélu député de Pentecôte aux élections de 1979, exprimant ainsi son désaccord avec les partis francophones qu'il juge trop liés à la France, trop peu soucieux des populations autochtones du pays et disposés à soutenir des mouvements sécessionnistes sur les îles de Tanna et de Santo,. 

### Années 1980: chef de l'opposition
Les Nouvelle-Hébrides deviennent indépendantes en juillet 1980 et prennent le nom de république de Vanuatu. Vincent Boulekone est l'un des membres du comité qui rédige la Constitution de Vanuatu,. Walter Lini, chef du Vanua'aku Pati (anciennement le Parti national), est le Premier ministre, chef du gouvernement. En 1980 éclate une rébellion sécessionniste francophone à Espiritu Santo, menée par Jimmy Stevens et soutenue plus ou moins explicitement par des dirigeants des partis francophones. Vincent Boulekone critique quant à lui la sécession. Elle est réprimée lorsque le gouvernement Lini fait appel à la Force de Défense de Papouasie-Nouvelle-Guinée pour l'écraser ; les députés sécessionnistes sont suspendus du Parlement de Vanuatu, emprisonnés, voire exclus du pays lorsqu'ils ont ou peuvent obtenir la citoyenneté française (c'est le cas de Guy Prévot et de Georges Cronsteadt). En conséquence, Vincent Boulekone est l'un des trois seuls députés de l'opposition parlementaire à conserver son siège, avec Gérard Leymang et Maxime Carlot. En octobre 1980, ce petit groupe de trois élit Vincent Boulekone chef de l'opposition, le premier de l'histoire du pays,,.
En 1981, les différents partis francophones, dont l'Union tan, fusionnent en une Union des partis modérés (UPM), et Vincent Boulekone est élu chef fondateur de ce parti. L'UPM propose de concentrer les moyens financiers du pays sur le développement des petites îles rurales, de concilier traditions et modernité en travaillant de concert avec les chefs coutumiers, et de défendre les écoles francophones attaquées par le gouvernement Lini. En 1985, il devient lui-même un chef coutumier, recevant le nom traditionnel de Viresanial lors d'une cérémonie sur l'île de Pentecôte.
Réélu député aux élections de 1983 et de 1987, il demeure chef de l'opposition parlementaire jusqu'en 1988, date à laquelle il est évincé du poste de chef de l'opposition, au profit de Maxime Carlot, et démissionne alors de son poste de chef du parti. Maxime Carlot tente de faire chuter le gouvernement Lini en décidant que les députés de l'UPM boycotteraient le Parlement. Sur les vingt députés du parti, seuls Vincent Boulekone et Gaetano Bulewak refusent cette stratégie de confrontation, et continuent de siéger. Les dix-huit autres députés UPM perdent leurs sièges par décision de justice, n'étant plus des membres actifs du Parlement. Exclu de l'UPM, Vincent Boulekone rétablit l'Union tan comme mouvement distinct, et mène ce parti aux élections partielles pour les dix-huit sièges parlementaires vacants, élections boycottées par l'UPM. Le Mouvement tan en remporte quatre, disposant donc de six sièges au total, tandis que le Vanua'aku Pati remporte les quatorze autres, ce qui lui donne une majorité écrasante de quarante sièges sur quarante-six au Parlement. Étant le chef du seul parti d'opposition au Parlement, Vincent Boulekone redevient chef de l'opposition parlementaire de 1988 à 1991,,. 

### Années 1990: ministre
Le 27 août 1991, Vincent Boulekone est élu président du Parlement. Il cède alors à Joseph Jacobé la fonction de chef de l'opposition. Début septembre, Donald Kalpokas défie Walter Lini pour la direction du Vanua'aki Pati et du gouvernement. Le Mouvement tan de Vincent Boulekone, estimant que Lini est devenu trop autocratique, soutient Kalpokas au Parlement, lui permettant de disposer de suffisamment de sièges pour devenir Premier ministre et pour former un gouvernement minoritaire avec le soutien sans participation du Mouvement tan. Aux élections de 1991, toutefois, l'Union tan est balayée, n'obtenant que 4,6 % des voix et ne conservant qu'un seul siège - celui de Vincent Boulekone,. Dans l'éphémère gouvernement de coalition instable de Maxime Carlot de février à septembre 1996, il est le ministre de l'Agriculture.
En décembre 1997, il est le signataire pour le Vanuatu de l'accord multilatéral de maintien de la paix durant la guerre civile de Bougainville, en Papouasie-Nouvelle-Guinée. 
De septembre 1997 à novembre 1998 Boulekone est ministre des Finances dans le gouvernement de Serge Vohor,. En mars 1998, la Banque de réserve de Vanuatu dévalue de 20 % le vatu, la monnaie du pays, décision immédiatement annulée par le ministre des Finances qui argue qu'une dévaluation réduirait le pouvoir d'achat des Vanuatu et créerait « des problèmes commerciaux, économiques et sociaux ». Il réintègre l'UPM en amont des élections de 1998, mais en est exclu à nouveau en l'an 2000 par le chef du parti, Serge Vohor. 
En 2001, l'Union tan brièvement rétablie se fond dans la Confédération des Verts. En 2002, l'ombudsman publie un rapport révélant qu'en 1997 Vincent Boulekone avait obtenu des fonds publics pour la construction d'infrastructures publiques dans sa circonscription mais avait utilisé l'argent pour financer une fête de l'Église catholique et pour financer sa propre campagne électorale de 1998. Après vingt-sept ans au Parlement, il ne se représente pas aux élections législatives de 2002, mais brigue sans succès la présidence de la République, au suffrage indirect, en 2009. Il devient en 2008 président de l'Alliance française de Port-Vila,.